# El Jonquet
El Jonquet és un barri de la ciutat de Palma situat al districte de Ponent, entre els barris de Santa Catalina, Son Armadans i la mar. És una de les barriades més antigues i carregades d'història de la ciutat. Un raval de cases petites i blanques fetes per mariners i famílies de pescadors situat damunt d'un petit promontri de la riba dreta de sa Riera. Fou l'origen del barri de Santa Catalina, situat a l'interior. L'any 2018 tenia 738 habitants, un 40% dels quals eren estrangers.
Uns molins que s'alçaven al vent de la mar i eren (i són) una de les primeres imatges que copsen la mirada dels que arribaven amb els grans velers des d'altres indrets de la Mediterrània. Aquest paisatge de Palma ha estat i és molt fotografiat pels turistes que visiten la ciutat, i és de les imatges que es reflecteixen en els ulls dels passatgers dels vaixells que entren al port de Palma. L'Arxiduc Lluís Salvador ja va gravar en tinta i foc aquestes imatges perquè ens quedassin en els llibres de la història illenca.

## Història

### Origen mariner
Els primers elements aparesqueren entorn al camí de Porto Pi, actualment carrer de Sant Magí, a un turó situat a l'oest de la zona extramurs de l'antiga ciutat de Palma. Un talús que abocava a la badia separava aquesta zona elevada del mar. El seu nom fa referència a la presència de joncs, una planta que creix a zones humides. La història del barri està molt vinculada al raval de Santa Catalina, per aquest motiu es sol anomenar ''raval del raval''.
Al segle XVII hi havia presència d'algunes cases, un hort i conreus de cereals i llegums. Al mapa del canonge Antoni Garau de 1644 ja s'hi documenten tres molins fariners que miren al mar. El barri anirà sent habitat per famílies de mariners, pescadors i gent dedicada al món dels molins. Les tasques marineres es duien a terme a la platja del Jonquet i, a l'hivern, a la plaça del vapor.

### Urbanització
El 1811 s'annexaren els barris de Santa Catalina i es Jonquet al Municipi de Palma. A finals del segle XIX i principis del XX es consolidà el carrer de Sant Magí i els molins de vent quedaren en desús per mor de l'aparició de fàbriques farineres. En aquell moment hi havia set molins, que es varen començar a usar com habitatge. També aparegueren algunes indústries com la terrisseria El Material. El 1898 es fundà la Societat Mar i Terra per iniciativa obrera.
A causa del creixement demogràfic de Palma, es va redactar un pla general d'eixample que abastava en forma de semicercle la zona extramurs de Palma des del Jonquet fins a l'antic Molinar de Llevant. S'aprovà el 1901 i s'arribaren a construir notables edificis modernistes, racionalistes i regionalistes. D'aquesta època són els edificis de ca'n Figuerola, adossat a un dels molins, i el teatre Mar i Terra.

### Oci nocturn i especulació
L'any 1947 es va construir el Passeig Marítim, fet que va provocar la desaparició de la platja del Jonquet i que aquest quedàs separat de la mar. Durant els anys 50 començaren a proliferar les sales de festa, com és el cas de Jack el Negre, i el turisme amb la construcció de l’hotel Bahía Palace. El barri es convertí en una de les principals zones de diversió nocturna de Palma. L'abandó per part de les autoritats propicià l'aparició del problema de la droga i la degradació de l'indret.
El 1985, però, s'aprovà el Pla Especial de Reforma Interior (PERI) del Jonquet amb l’objectiu de dotar d’infraestructures al barri. La majoria de discoteques desaparegueren a la dècada dels 90. A causa de la recuperació patrimonial i la seva ubicació geogràfica, el barri es convertí en objecte especulatiu. En poques dècades, passà de la degradació a ser el tercer barri amb el metre quadrat d’habitatge construït més car de la ciutat. Arran de dos projectes urbanístics de grans dimensions, el 2008 es creà la campanya ''Salvem es Jonquet'' i s'aconseguí aprovà al 2009 la declaració de Bé d’Interès Cultural, amb la categoria de conjunt històric.

## Molins

### Molí d'en Moll (desaparescut)
El 1860 ja només s'hi molien teules i rajoles velles per fer almangra. L’any 1866 ja no tenia antenes ni capell. El 1965 va ser desallotjat per raons de seguritat i va ser destruït el 19 de novembre de 1975.

### Molí d'en Celos
Es té constància del seu nom des de l'any 1860, aproximadament. El 1931 es va poder restaurar i col·locar les antenes i capells gràcies a l'Ajuntament i a Foment de Turisme. Es va fer famós per mor del rodatge de la pel·lícula Black Jack el 1950. Dos anys després es convertí en el cèlebre cabaret Jack el Negro, duit pels Valldemossa. Avui en dia, però, presenta un estat precari.

### Molí de sa Garriguera
Se sap que devers el 1930 hi vivia “sa Garriguera” i després fou del seu fill Pep que pasturava cabres per sa Feixina i la vall de sa Riera. Posteriorment es va habilitar com a sala de festes. Avui en dia presenta un estat precari.

### Molí d'en Carreres
Es té constància que el 1840 i 1842 Martí Bestard n’era el propietari. El 1967 es va convertir en la sala de festes El Molino i de llavors ençà ha tingut aquesta funció. Avui en dia s'hi troba ubicada la discoteca Art Deco.

### Molí d'en Toni Trossos (desaparescut)
Ha desaparegut però es té constància que l’any 1831 encara existia. Apareix en un plànol de la ciutat on es veuen els set molins des Jonquet i era l’únic que no tenia antenes. El 1851 Palma fou sacsejada per un terratrèmol que tal vegada va motivar que s'enderrocàs per l’estat en què hauria quedat. Actualment les construccions que hi queden, propietat de l’Ajuntament, han estat rehabilitades i s'utilitzen com a seu per a l’associació de veïns.

### Molí del nom de Déu
Utilitzat com a habitatge i magatzem, es trobava en un lamentable estat de conservació fins que el 1987 va ser adquirit per l’Ajuntament de Palma, que el va rehabilitar i convertir en Centre Cultural.

### Molí d'en Garleta
Devers el 1881 ja tenia aquest nom. Durant la primera meitat del segle XX l’industrial català Ignasi Figuerola s'hi va fer al costat una casa senyorial que el 1952 convertí en la Residencia de los Molinos. El molí va estar habitat pel seu propietari, Gaspar Flexes i Balaguer “Garleta”, de llarga nissaga de moliners, fins que el 1993 l’Ajuntament de Palma l’adquirí i l’any 2005 l’obre com a museu per donar a conèixer la importància dels molins tradicionals mallorquins.

## Altres monuments de la barriada

### Rentador municipal
A la desembocadura de sa Riera, a un dels extrems del Jonquet, s'hi trobava un rentador anomenat la Riereta. A finals del segle XIX o començaments del segle XX es va construir el nou rentador, atribuït a Josep Segura. Es tracta d'un edifici quadrangular, cobert amb un frontó on s'ubica l'escut de Palma. El conjunt segueix un estil eclèctic i a les façanes hi destaquen tres grans arcs.
El rentador va estar actiu fins als anys 70 aproximadament. Posteriorment va romandre tancat fins que va ser rehabilitat a iniciativa de l’Ajuntament l’any 1997. Actualment és una oficina d’informació turística.

### Teatre Mar i Terra
El 1898 es fundà la Societat Terra i Mar, la qual disposà d'un teatre on s'organitzaven conferències i altres activitats educatives. Posteriorment l'edifici acollí les Germanes Franciscanes de Santa Catalina (fins al 1916), una escola pública (fins al 1943) i una agrupació de ball de bot. Després quedà en desús fins que el 2004 comprà l'immoble. Finalment l’any 2010 el Mar i Terra tornà obrir les portes com espai cultural.
L’edifici principal és d’estil classicista. Destaca la façana amb un portal d’accés amb arc escarser, al primer pis un balconada configurada per tres portals d'arcs de mig punt, rematada per un frontó corbat, i la decoració neoàrab.

## Galeria

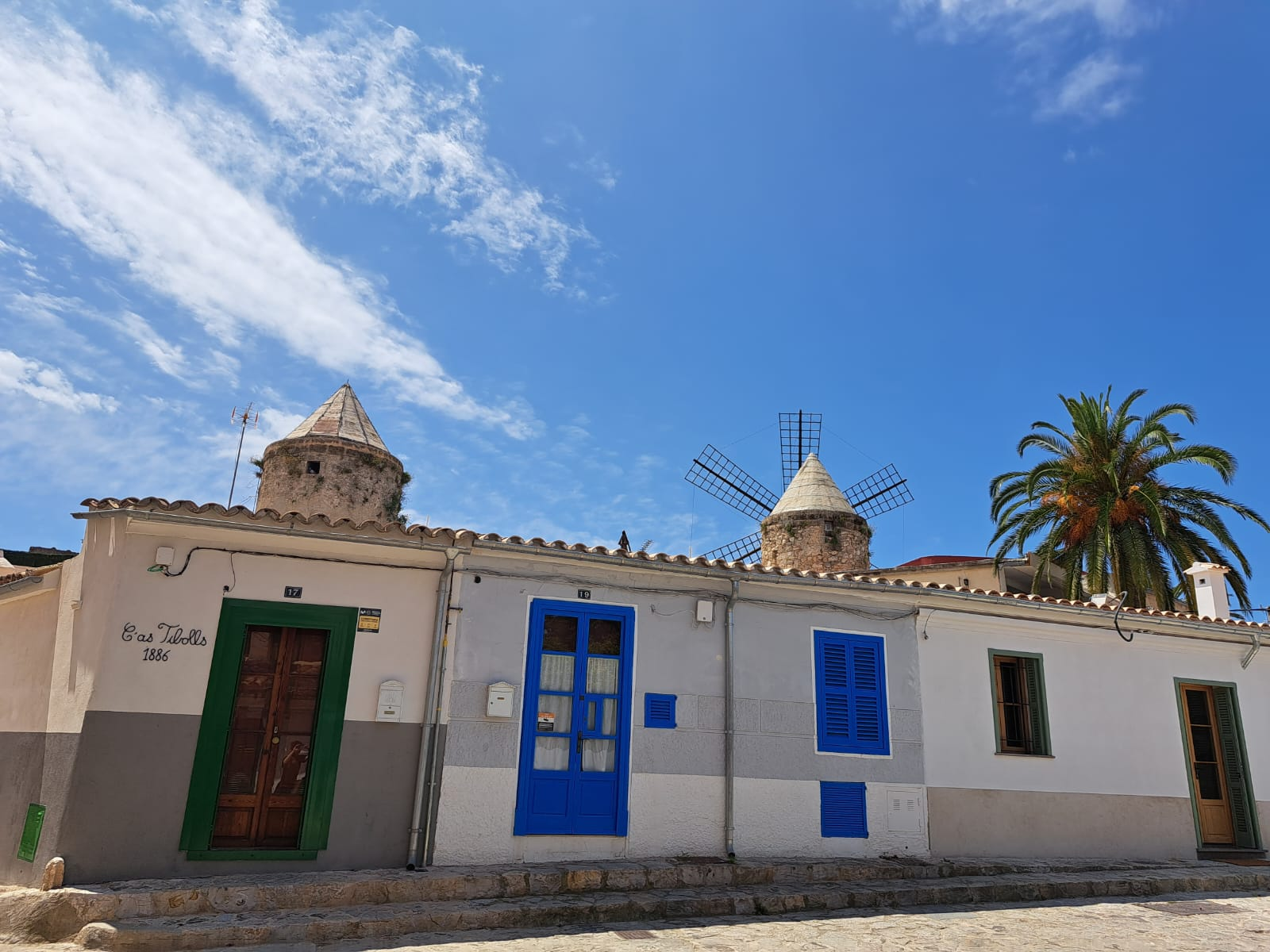
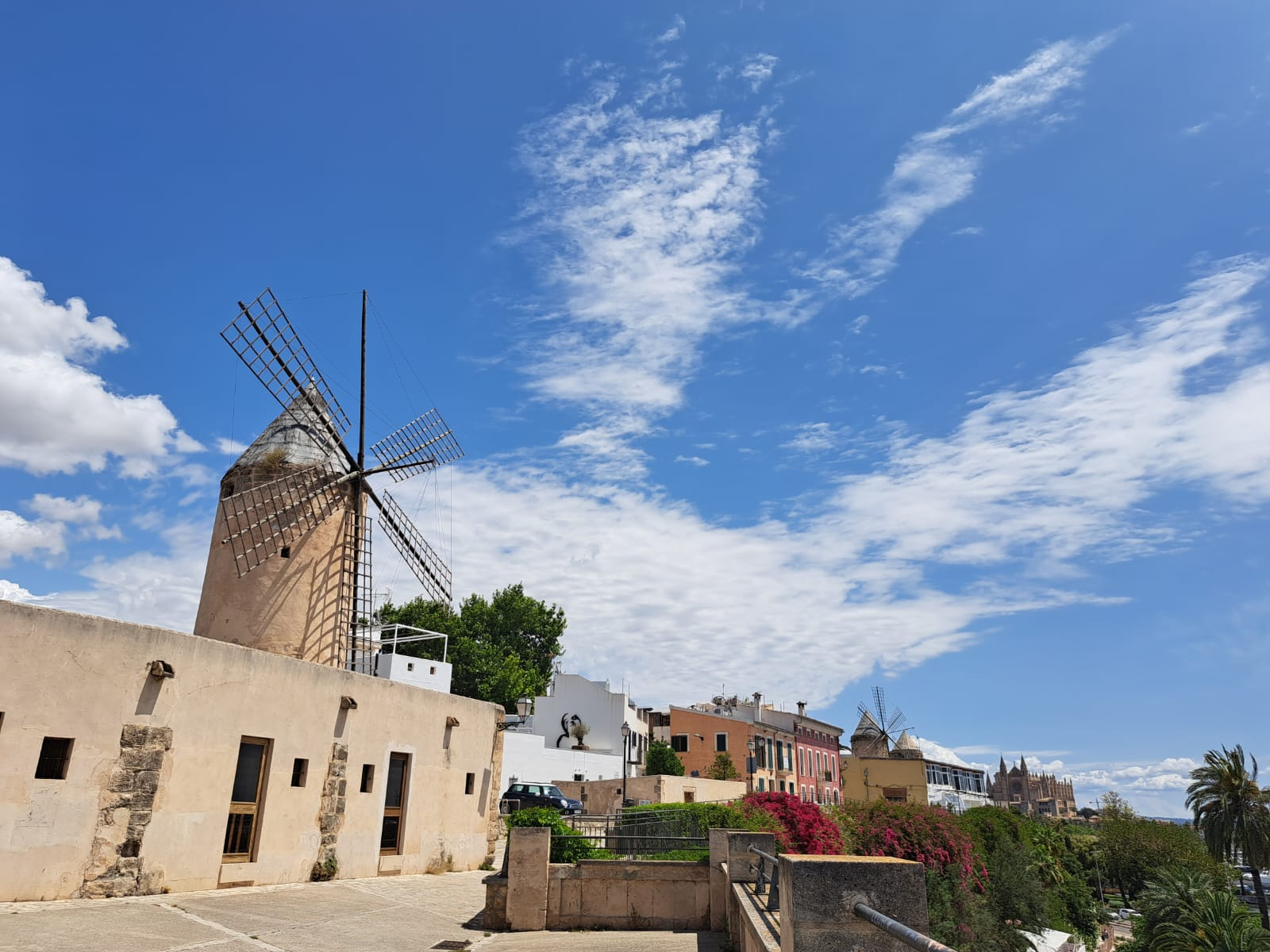
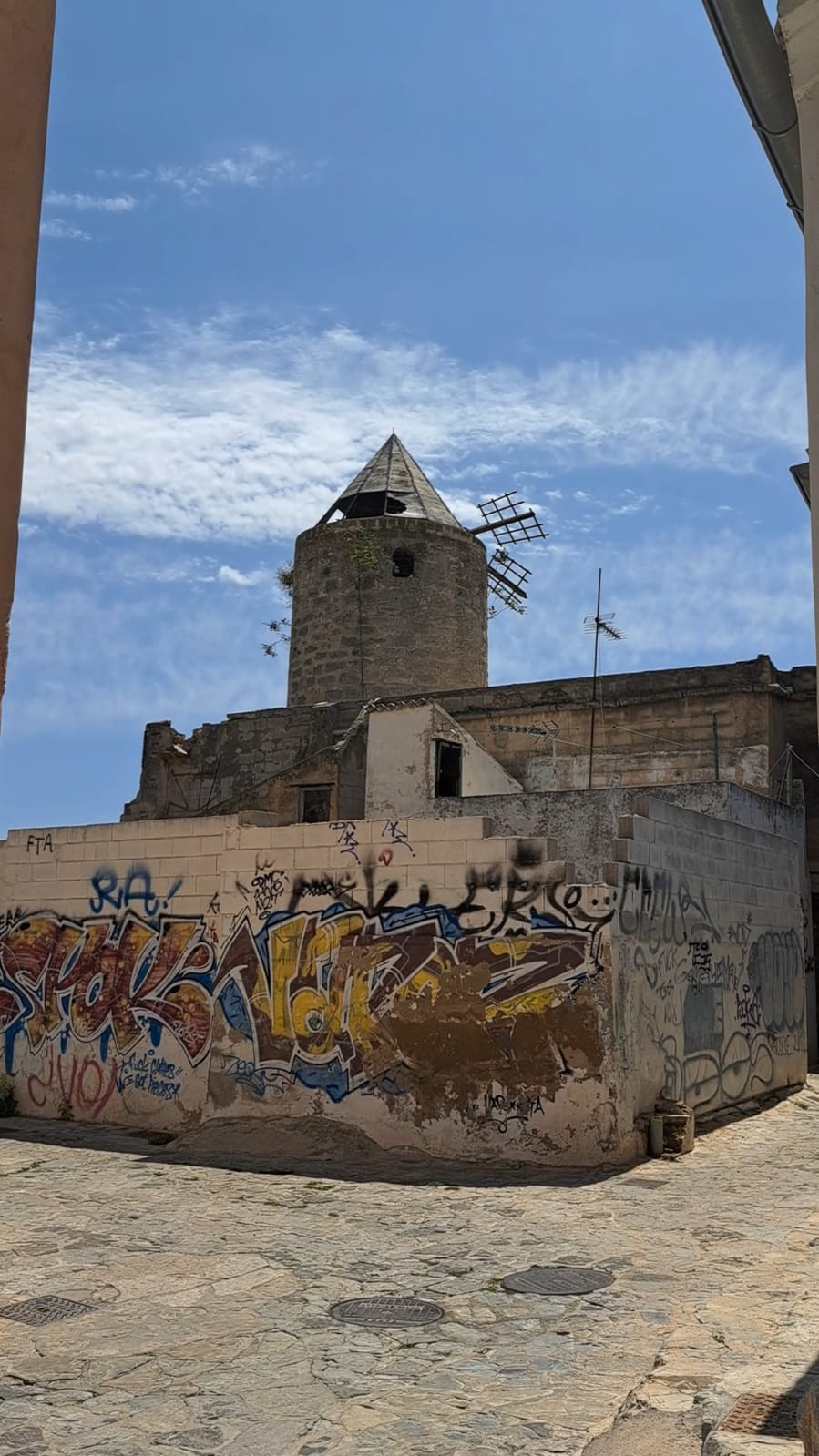
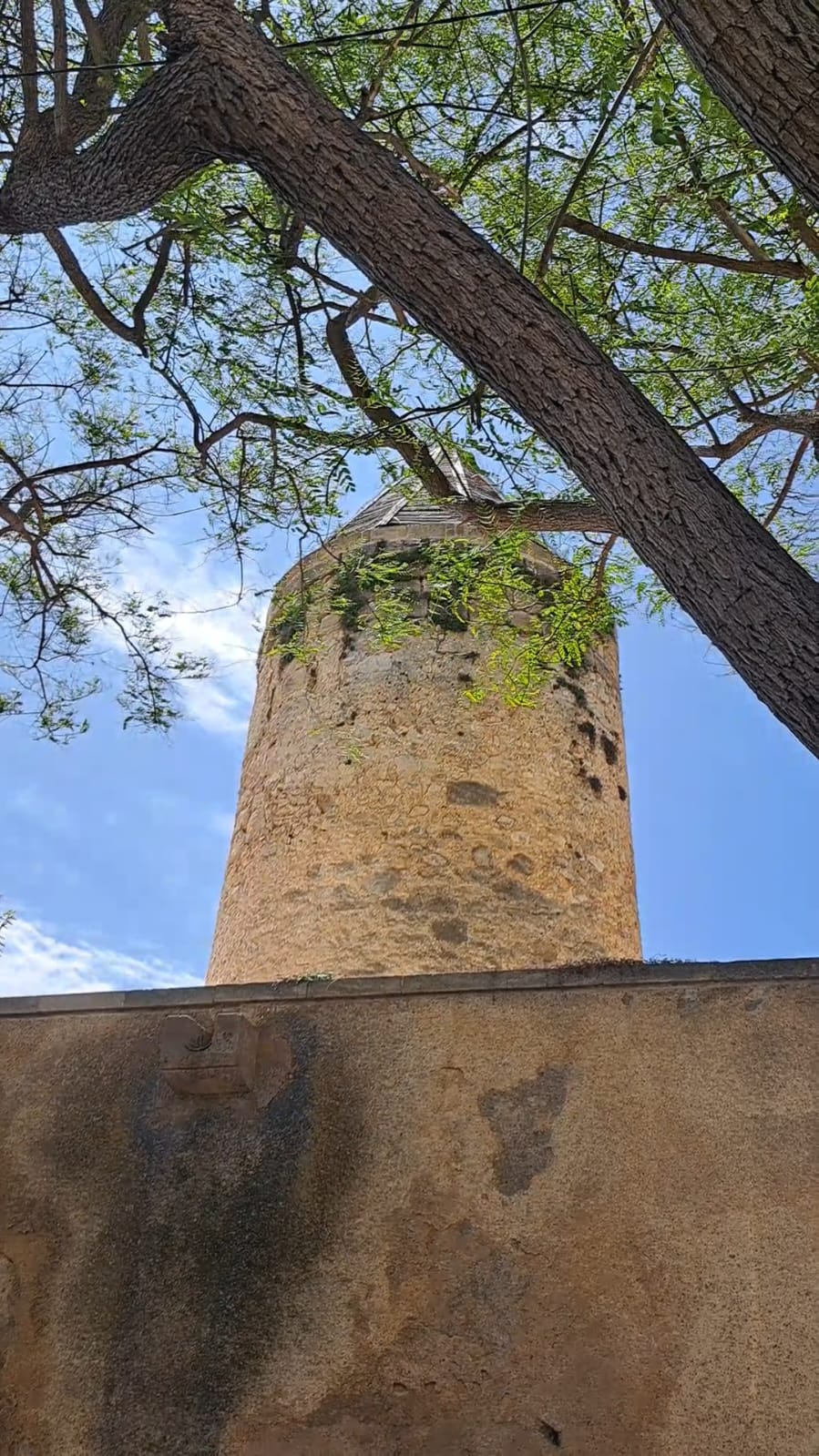
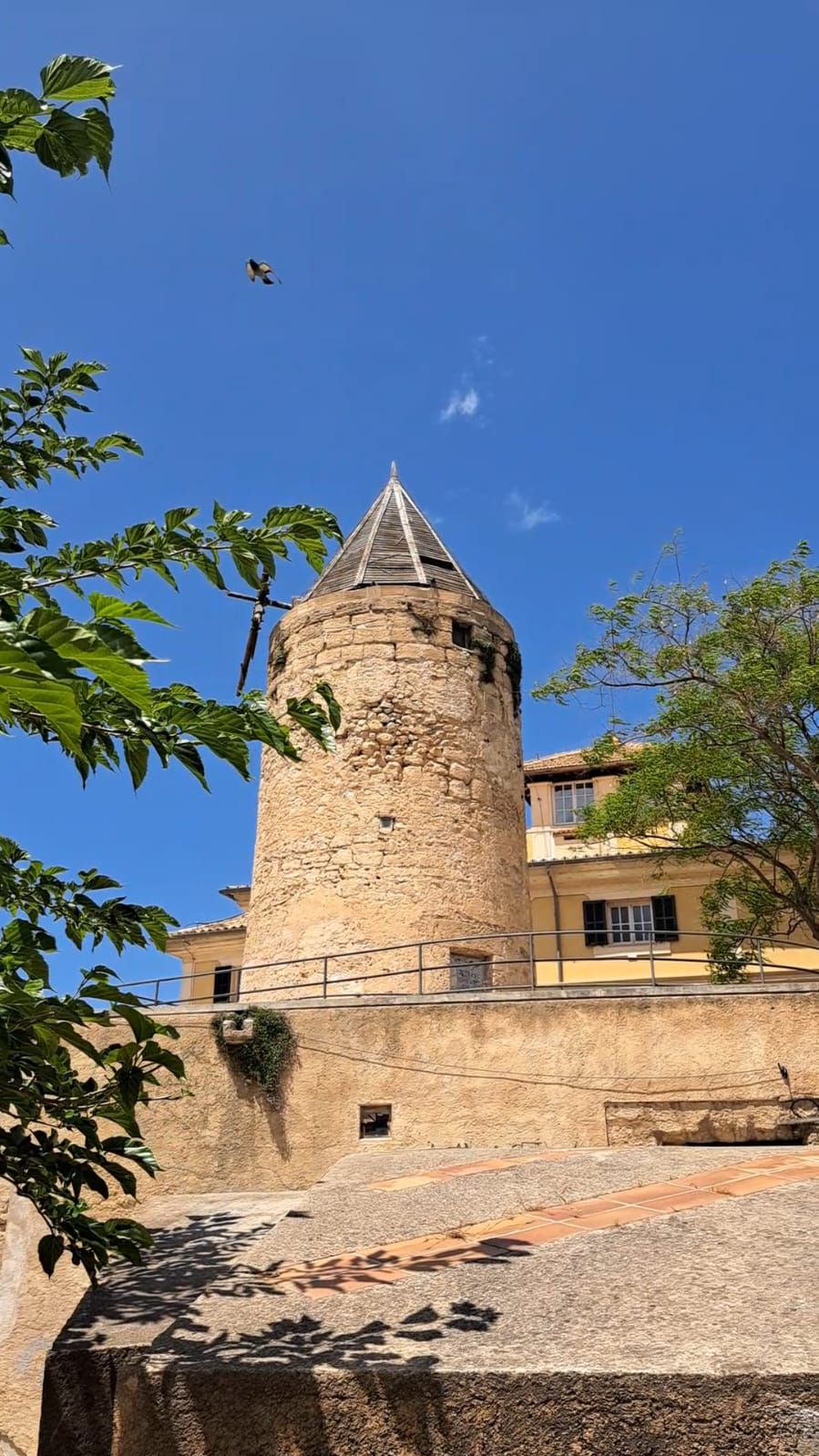
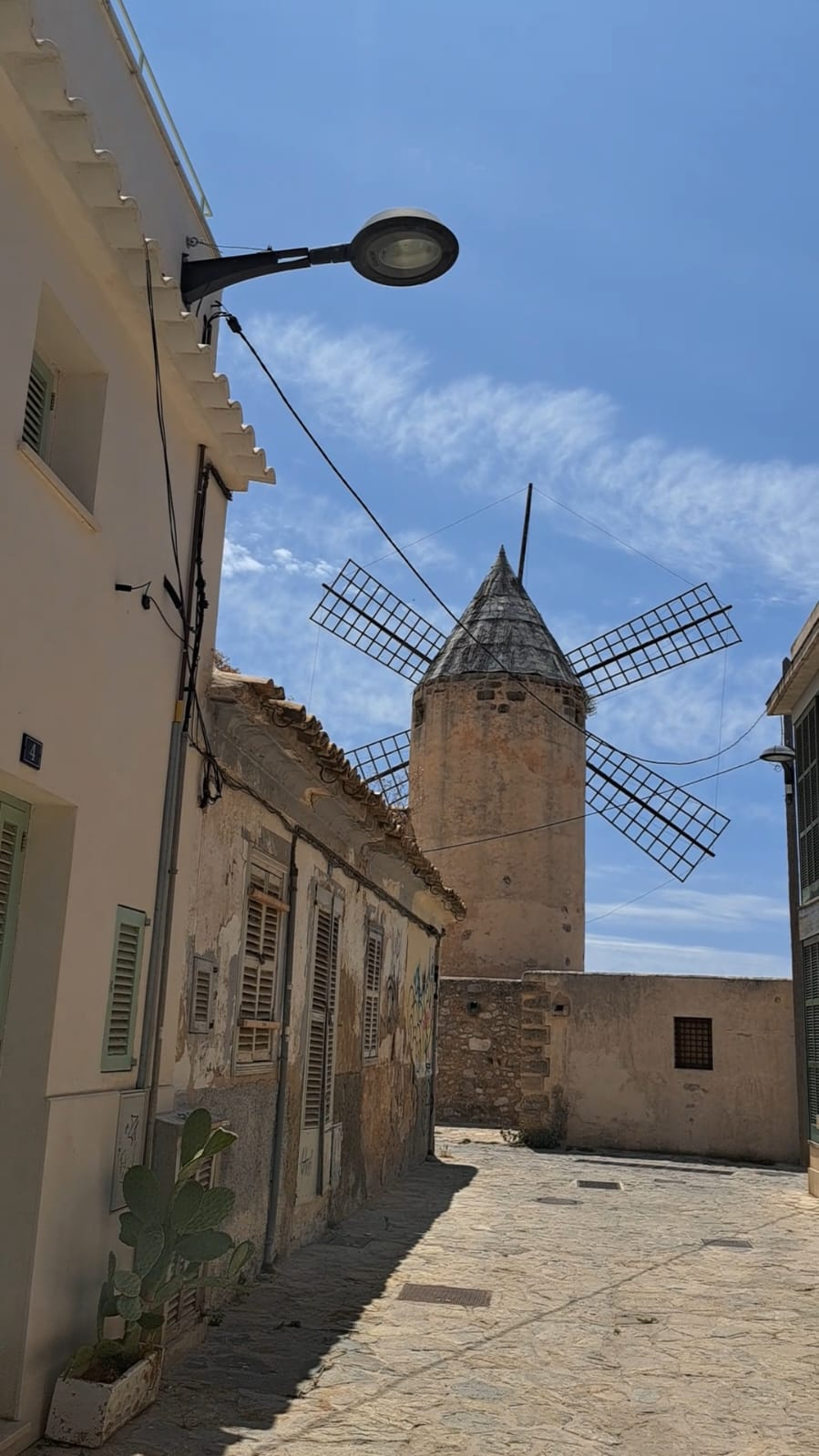